# Науменко Олександр Миколайович
Олександр Миколайович Науменко (нар. 16 листопада 1965 року в селі Гора, Бориспільського району на Київщині) — український лікар-хірург-отоларинголог, науковець і громадський діяч. Член-кореспондент НАМН України, обраний на 16.09.2021 р. за спеціальністю «отоларингологія», доктор медичних наук (2002), Відмінник освіти України (2004), професор (2005), Заслужений лікар України (2008). Перший проректор з науково-педагогічної роботи та післядипломної освіти Національного медичного університету імені О.О. Богомольця.

## Життєпис
Народився в сім'ї працівника сільського господарства, агронома. Його дитинство пройшло в сільській місцевості в роки розвиненої колгоспно-радгоспної системи господарювання. З малих років Олександр Миколайович пізнав тяжку сільську працю як вдома, так і влітку на сільськогосподарських роботах в радгоспі. За час навчання в сільській школі на відмінно закінчив музичну школу по класу баяна та фортепіано. Навчаючись в середній школі, О. М. Науменко брав активну участь в роботі громадських організацій (очолював піонерську, а потім і комсомольську організацію школи).
Після закінчення з «золотою медаллю» школи у 1982 році  О. М. Науменко вступив на лікувальний факультет тоді ще Київського ордена Трудового Червоного Прапора медичного інституту імені акад. О. О. Богомольця. Ще навчаючись в інституті, він проявив живий інтерес до вивчення оториноларингології і активно займався в студентському науковому гуртку. Після закінчення у 1988 році медичного інституту, а потім інтернатури за спеціальністю «оториноларингологія» на кафедрі ЛОР-хвороб Київського медичного інституту, був направлений на роботу в районну поліклініку м. Києва лікарем-отоларингологом, де він пізнав роботу практичної охорони здоров'я, але мрія займатись науковими дослідженнями не покидала Олександра Миколайовича і в той час. Це привело О. М. Науменка знову ж на кафедру оториноларингології КМІ старшим науковим співробітником по госпдоговірній тематиці, де з 1993 року він почав працювати асистентом кафедри під керівництвом професора Юрія Володимировича Мітіна.
Потрібно відмітити, що атмосфера творчого і професіонального порозуміння та особистої дружби, яка склалася на той час між учнем і учителем сприяла швидкому і потужному зростанню Олександра Миколайовича як лікаря-хірурга, науковця і громадського діяча в медичному інституті, який згодом було перейменовано в Національний медичний університет імені О. О. Богомольця. З 1995 року під керівництвом ректора університету, видатного вченого, академіка Євгена Гнатовича Гончарука О. М. Науменко розпочав роботу в Приймальній комісії університету, де пройшов шлях від працівника технічного секретаріату до відповідального секретаря. З 1997 по 2004 рр. брав активну участь у створенні і організації роботи першого і єдиного на теренах нашої молодої держави факультету підготовки лікарів для Збройних Сил України, де увесь цей час працював заступником декана. Творча робота зі студентством розкрила ще одну грань таланту Олександра Миколайовича, а саме, як умілого керівника і мудрого наставника молоді, яка вбачала в ньому не тільки адміністратора, а й товариша, з яким можна вирішувати і проблеми в навчанні, і життєві (побутові) питання.
У 1998 році О. М. Науменко успішно захистив кандидатську дисертацію на тему: «Стан мінерального обміну та методи його корекції при деяких формах хронічного риніту», в процесі роботи над якою отримав 2-а Патенти України на винахід — конхотом та внутрішньораковинна лазеротерапія, які суттєво покращили лікування хворих з однією із найрозповсюдженіших недуг в оториноларингології — хронічними ринітами.
В цей період відбувалося творче зростання Олександра Миколайовича як хірурга і науковця: це і хірургічні втручання у хворих ЛОР-відділення Центральної міської клінічної лікарні, на базі якої і знаходиться кафедра оториноларингології НМУ імені О. О. Богомольця, і екстрені чергування у відділенні по швидкій допомозі. Разом з тим, в цей період науковий доробок О. М. Науменка поповнюють численні статті в профільних і загально медичних виданнях, де він широко і багатогранно висвітлює проблеми клініки, діагностики і сучасних методів лікування хронічних захворювань порожнини носа.
У 2000 році О. М. Науменко обирається по конкурсу на посаду доцента кафедри оториноларингології НМУ імені О. О. Богомольця. Виконуючи в університеті обов'язки заступника декана факультету підготовки лікарів для Збройних Сил України, Олександр Миколайович налагоджує тісну співпрацю з кафедрами і клініками Української військово-медичної академії, де проходять обстеження і лікування військовослужбовці, які брали участь у ліквідації наслідків сумнозвісної аварії на Чорнобильській АЕС 1986 року. Ця робота наштовхнула його на ідею вивчення патології носа та приносових пазух у даної когорти пацієнтів. Кропітка і тривала робота по обстеженню і лікуванню військовослужбовців-ліквідаторів аварії на Чорнобильській АЕС та пересічних мешканців м. Києва, хворих на різні форми хронічного риніту, переросла в глибоке наукове дослідження, на основі якого у 2002 році була захищена докторська дисертація на тему: «Спонтанний та індукований патоморфоз хронічного риніту у мешканців Київського регіону». Результатом цієї роботи стало покращення діагностики і лікування хворих на патологію носа і приносових пазух як причетних до ліквідації наслідків Чорнобильської катастрофи, так і жителів міста Києва. Розроблені сучасні алгоритми обстеження і лікування даних хворих з огляду на видозмінений перебіг (патоморфоз) цих захворювань.
У 2003 році О. М. Науменко обраний за конкурсом на посаду професора кафедри оториноларингології, а у 2004 році отримав вчене звання «професор».
Окрім роботи в Приймальній комісії, 3 2013 року О. М. Науменко займає посаду проректора з науково-педагогічної, лікувальної роботи та післядипломної освіти Національного медичного університету імені О. О. Богомольця. Без його безпосередньої участі не проходить ні один захід в університеті (чи то внутрішній, чи участь в міських або загальнодержавних заходах).

## Наукові роботи
Його перу належать понад 140 наукових робіт, з них 4 монографії, 2 винаходи, 4 навчальні методичні посібники, 2 методичні рекомендації. Під його керівництвом захищені 3 кандидатські та 1 докторська дисертації.
Свої майбутні надії і перспективи Олександр Миколайович пов'язує зі своїм рідним університетом, де він навчався, отримав диплом лікаря і пройшов шлях від старшого лаборанта до завідувача кафедри. Студенти, магістри, інтерни, клінічні ординатори та аспіранти, які постійно оточують його, вбачають в Олександрі Миколайовичі доброго, вмілого і принципового керівника і наставника. Він постійно скерований в майбутнє, невтомно вишукує щось нове, швидко встановлює перспективні наукові напрямки і наполегливо втілює їх в життя.

## Громадська діяльність

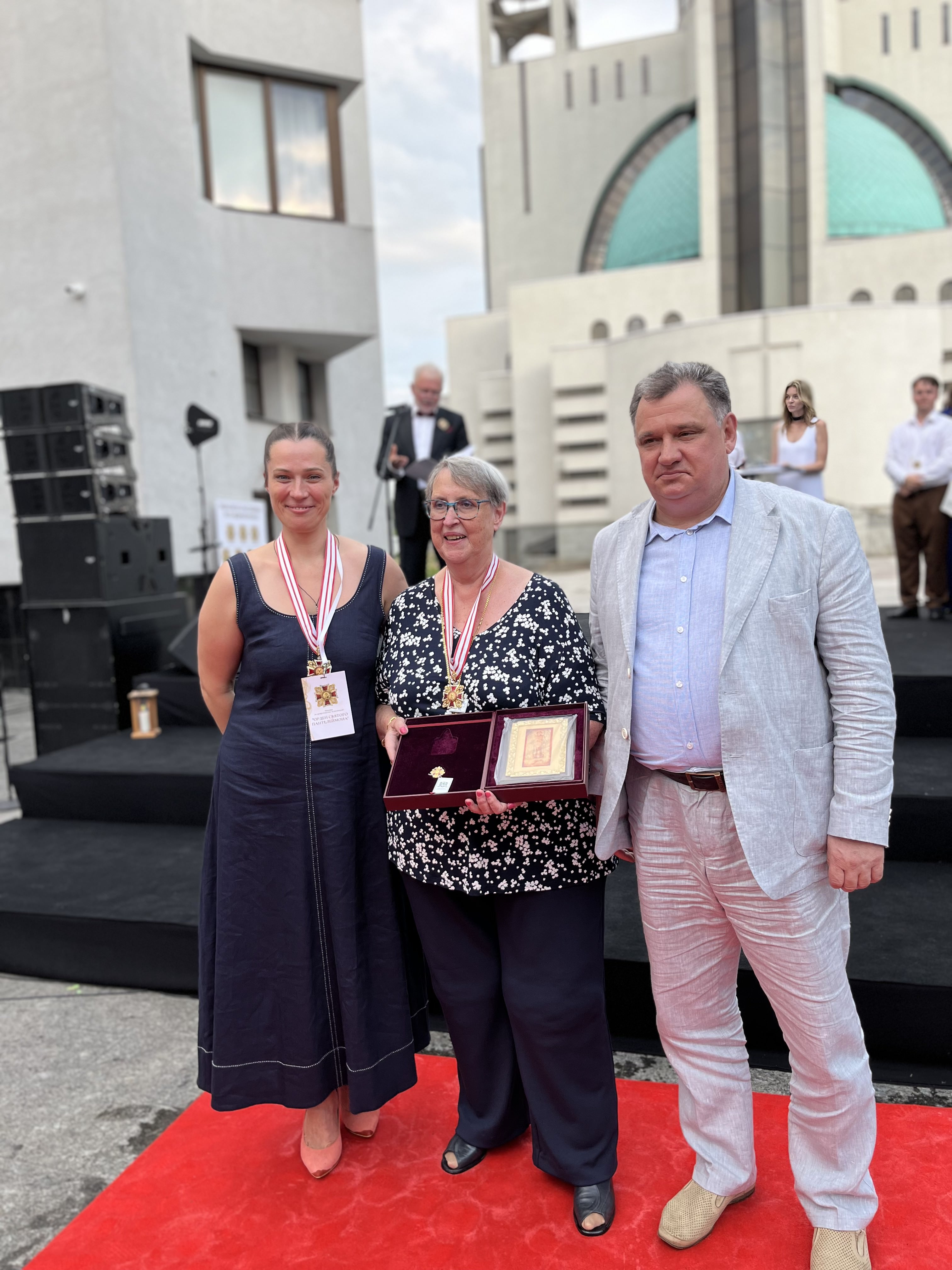
Ірина Рибінкіна, Бея Кльойтерс та Олександр Науменко на церемонії вручення ордену Святого Пантелеймона у 2024 році.

Входить до Поважної ради Громадської ініціативи «Орден святого Пантелеймона».
Окрім надзвичайно насиченого робочого ритму на кафедрі (оперативні втручання, практичні заняття, лекції, консультації), Олександр Миколайович значну частину свого таланту керівника, організатора віддає служінню і процвітанню університету. Це і цілорічна робота з підготовки і проведення набору студентів на 1-й курс, конструктивна робота по переведенню та поновленню студентів, участь в удосконаленні і покращенні науково-методичної роботи в університеті та покращенні його матеріально-технічної бази, спрямованої на більш якісну і всебічну підготовку майбутніх лікарів для нашої Держави.

## Лікарська діяльність
О. М. Науменко є майстерним хірургом-оториноларингологом, який володіє широким діапазоном хірургічних втручань на різних ділянках ЛОР-органів, в тому числі при внутрішньочерепних ускладненнях, флегмонах шиї, травмах та сторонніх тілах ЛОР-органів, проводить пластичні та реконструктивно-відновні втручання. Заслужений лікар України, має вищу категорію лікаря — оториноларинголога, відмінник освіти України, Відзначений Подякою та Почесною грамотою Київського міського голови. Користується великим авторитетом та повагою серед студентів, співробітників та хворих. Професор О. М. Науменко доброзичлива, чуйна людина, сумлінний та талановитий лікар.